# Spawacz
Spawacz – robotnik zajmujący się spawaniem. Łączy części i elementy konstrukcyjne wykonane ze stali, żeliwa, metali nieżelaznych i ich stopów poprzez spawanie elektrodą topliwą w osłonie gazów chemicznie obojętnych (argon, hel) lub mieszanek gazowych (dwutlenek węgla lub jego mieszaniny z argonem) przez spawanie automatyczne lub spawanie gazowe ręczne oraz spawanie łukiem elektrycznym.

## Wybrane specjalności
- Spawacz ręczny gazowy – łączy palnikiem gazowym (najczęściej acetylenowo-tlenowego) elementy konstrukcyjne wykonywane ze stali, żeliwa, metali nieżelaznych i ich stopów; obsługuje butle z gazami technicznymi i osprzętem do tych butli; posługuje się narzędziami ślusarskimi oraz przyrządami kontrolno-pomiarowymi do sprawdzania jakości złącza spawanego.
- Spawacz ręczny łukiem elektrycznym – spawa łukiem elektrycznym (stosując prąd przemienny lub stały, elektrodą topliwą lub nietopliwą, metodą w osłonie gazów aktywnych bądź nieaktywnych) elementy stalowe, żeliwne, z metali nieżeliwnych i ich stopów; pracę wykonuje ręcznie lub półautomatycznie.
- Spawacz elektryczny metodą MAG – spawa elektrodą topliwą w osłonie gazów obojętnych (argonu lub helu) elementy stali konstrukcyjnych niestopowych, niskostopowych i wysokostopowych.
- Spawacz elektryczny metodą MIG – spawa elektrodą topliwą w osłonie gazów aktywnych (dwutlenku węgla lub jego mieszaniny z argonem) elementy z aluminium, magnezy, miedzi i innych metali nieżelaznych i ich stopów. Spawacz elektryczny metodą MAG/MIG pracę wykonuje półautomatem (migomatem).